# Abraham Delosea
Abraham Delosea, auch Abraham de Losea (* 16. Juli 1619 in Murten; † 26. Januar 1690 in Thun) war ein Schweizer evangelischer Geistlicher und Heimatforscher.

## Leben
Abraham Delosea war der Sohn des Drechslers Jacob Delosea († 21. Oktober 1665) und dessen Ehefrau Judith (geb. Cordier). Er hatte noch zwei Brüder:
- Peter Delosea (* 14. Juni 1646 in Murten; † 1675), Notar, Landschreiber und später Bürgermeister in Murten;
- Jakob Delosea († 19. September 1714), Pfarrer in Rapperswil.

Delosea wurde 1641 Pfarrer in Köniz und am 6. März 1647 als Pfarrhelfer an das Berner Münster berufen, dort erwarb er auch das Bürgerrecht. Am 18. Februar 1659 erfolgte seine Beförderung auf die zweite Pfarrstelle; er war auch Aktuar (Protokollführer) des Kirchenkonvents in Bern. Delosea war anfänglich im Konfessionalismus verhaftet, trat später aber für Gewissensfreiheit und Toleranz ein. In einer von ihm mitverfassten Eingabe von 1670 wurden die Behörden aufgefordert, auf Gewaltanwendung gegen die Täufer zu verzichten, da der Glaube Gewissenssache sei und das Gewissen Gott gehöre; dies führte zu seiner Amtsenthebung und einer Versetzung nach Seeberg, bis er am 15. August 1672 zweiter Pfarrer in Thun wurde und dort bis zu seinem Tod blieb. Abraham Delosea war  seit dem 20. September 1641 in Madiswil verheiratet mit Maria (* 1. Februar 1620 in Bern; † Februar 1702), Tochter von Kornelius Henzi (1594–1664), Provisor in Burgdorf, Schulmeister in Zofingen, Pfarrer in Erlach und in Madiswil und später Dekan in Langenthal. Gemeinsam hatten sie vierzehn Kinder, von denen folgende das Erwachsenenalter erreichten:
- Anna Katharina Delosea (* 1647; † 1713), verheiratet mit Hans Jakob Freudenreich (1639–1711), Pfarrer in Abläntschen, Diemtigen, Eggiwil, Steffisburg und später Dekan in Thun;
- Samuel Delosea (* 19. August 1649 in Bern; † 27. April 1724), Pfarrer in Thun;
- Barbara Delosea (* 24. Oktober 1651 in Bern; † 4. Nov. 1733 ebenda), verheiratet mit Johann Rudolf Salchli (1647–1714), Pfarrer in Grandson, Strassburg, Eggiwil und Rüegsau, Kämmerer und später Dekan in Burgdorf;
- Susanna Delosea (* 29. Dezember 1653 in Bern; † 1711), verheiratet mit Isaac Deci (* 1650), Ratsherr in Thun;
- Abraham Delosea (*  30. Dezember 1655 in Thun; † 13. Februar 1730 in Bern), Notar und Landgerichtsschreiber;
- Gabriel Delosea (* 10. Juni 1660 in Bern; † 1689), Chirurg;
- Daniel Delosea (* 16. März 1662 in Bern; † 25. Dezember 1728), Pfarrer in Bremgarten, Aetingen, Oberwil, Büren, Bern, Rüegsau und Kämmerer in Burgdorf;
- David Delosea, Pfarrer in Goldiswil;
- Anna Maria Delosea (* 1667 in Bern; † 1699), verheiratet mit Niklaus König (1655–1726), Spitalprediger, Pfarrer in Mandach, Veltheim, Abländschen, Lenk und Bleienbach.

### Schriftstellerisches Wirken
Abraham Delosea verfasste erbauliche Schriften und veröffentlichte Predigtpublikationen, unter anderem eine Trauerpredigt zum Berner Schultheissen Niklaus Dachselhofer. Er beschäftigte sich auch mit heimatkundlichen Forschungen und begann mit seiner Bern-Chronik Historia miscellanea Bernensis, die sich heute in der Burgerbibliothek Bern befindet.

## Schriften (Auswahl)
- Christliche Traur- und Trost-Predigt/ Uber den urplötzlichen und hoch-kläglichen/ doch sanfften und seligen Hinscheid auß dieser Welt/ Deß Herrn/ Niclaus Dachselhoffers Schultheiß Hoch-Löblicher Statt Bern. Bern Sonnleitner 1670.
- Christi Jesu tieffe Erniedrigung und herrliche Erhöhung. Bern 1670.